# Porto di Salerno
Il porto di Salerno (in sigla SAL), situato a salerno nell'omonimo golfo del Mar Tirreno, è un porto italiano, situato nella città di Salerno, presso il confine comunale con Vietri sul Mare.
Iscritto nella I classe della II categoria dei porti marittimi, riveste un ruolo significativo per il sistema industriale e commerciale del centro-sud, nonché per la movimentazione di container e di autovetture
. Al suo interno vi sono strutture ed edificazioni varie, tra le quali spicca quella modernissima dell'archistar Zaha Hadid.
Dal 2016 la gestione del porto è competenza dell'Autorità di Sistema Portuale del Mar Tirreno Centrale, in sostituzione della ex-Autorità portuale di Salerno.

## Storia
La storia del porto è strettamente legata alla storia della città: sebbene Salerno sia stata sempre dotata di uno scalo le prime notizie su una razionalizzazione portuale risalgono XIII secolo, quando Manfredi di Sicilia ne dispone l'ampliamento.

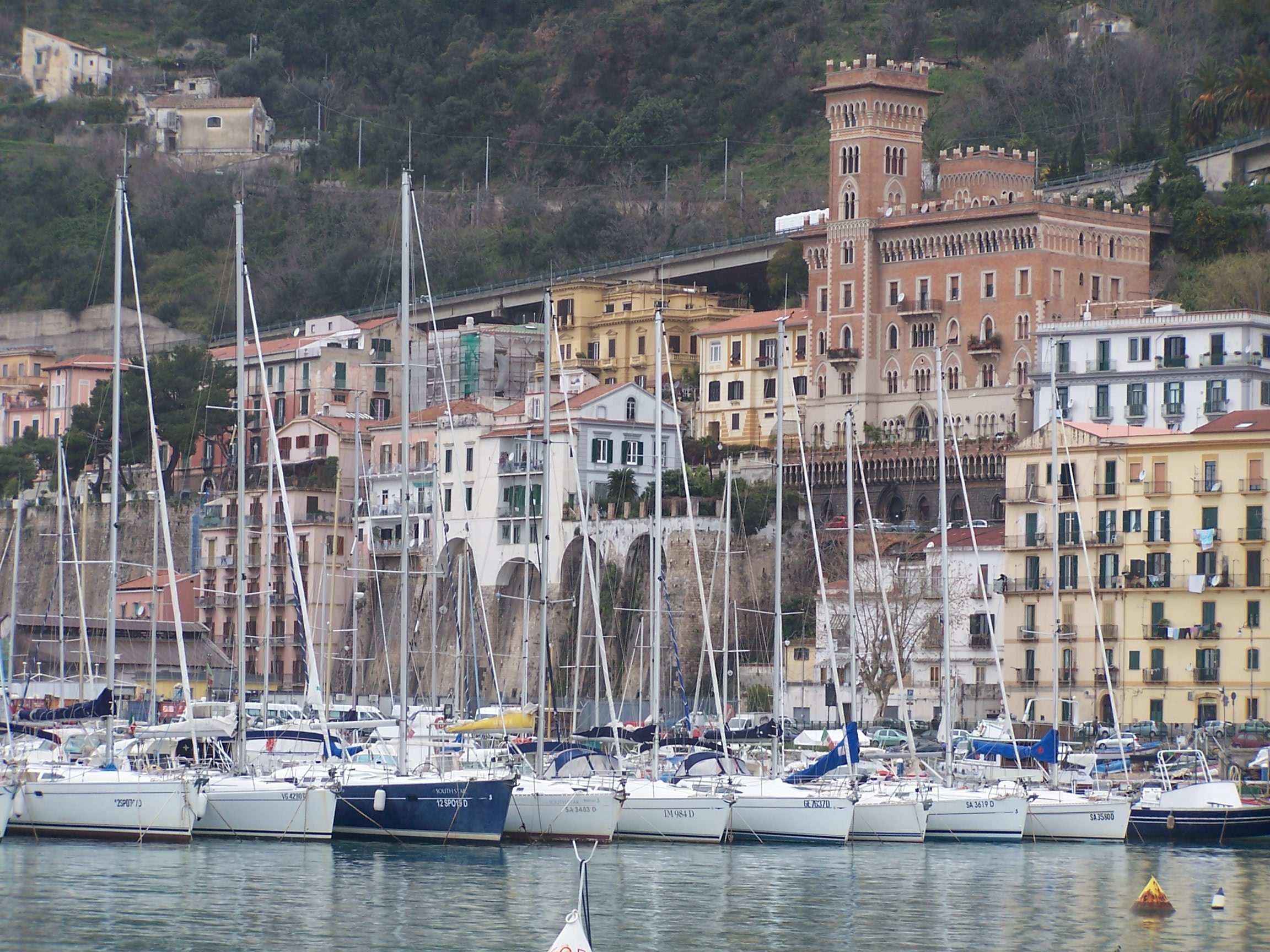
Il Palazzo Barone (in rosso, con torre) sovrastando il Porto di Salerno

Negli anni settanta Salerno ha di nuovo l'opportunità di avere un porto commerciale totalmente fruibile. Il nuovo scalo nasce tra le polemiche sull'ubicazione, ma restituisce alla città quella porta verso il mare di cui era stata privata.
Oggi il porto di Salerno è tornato ad essere il ponte che lega la città al Mar Mediterraneo e al mondo intero e costituisce una delle realtà produttive più dinamiche e importanti del Mezzogiorno.

## Riconoscimenti
A luglio 2010 a Lisbona il porto di Salerno è nominato miglior porto europeo per movimentazione merci e passeggeri rispetto allo spazio disponibile. 
Inoltre, la commissione europea ha espresso vivo apprezzamento per il grado di sicurezza dello scalo salernitano e lo ha selezionato, unico porto in Italia, per una conferenza continentale sulla sicurezza in ambito portuale, per presentare il proprio Port Security Plan. 
Il porto di Salerno è stato anche scelto, con altre 13 autorità portuali italiane, per partecipare all'Expo di Shanghai 2010 con uno stand multimediale allestito da Assoporti, Associazione dei Porti Italiani.
Da anni il porto partecipa con uno proprio spazio espositivo, al Cruise Shipping di Miami.
Nel 2013 è stato inserito tra i 319 porti europei considerati chiave dall'UE.

## Caratteristiche dello scalo

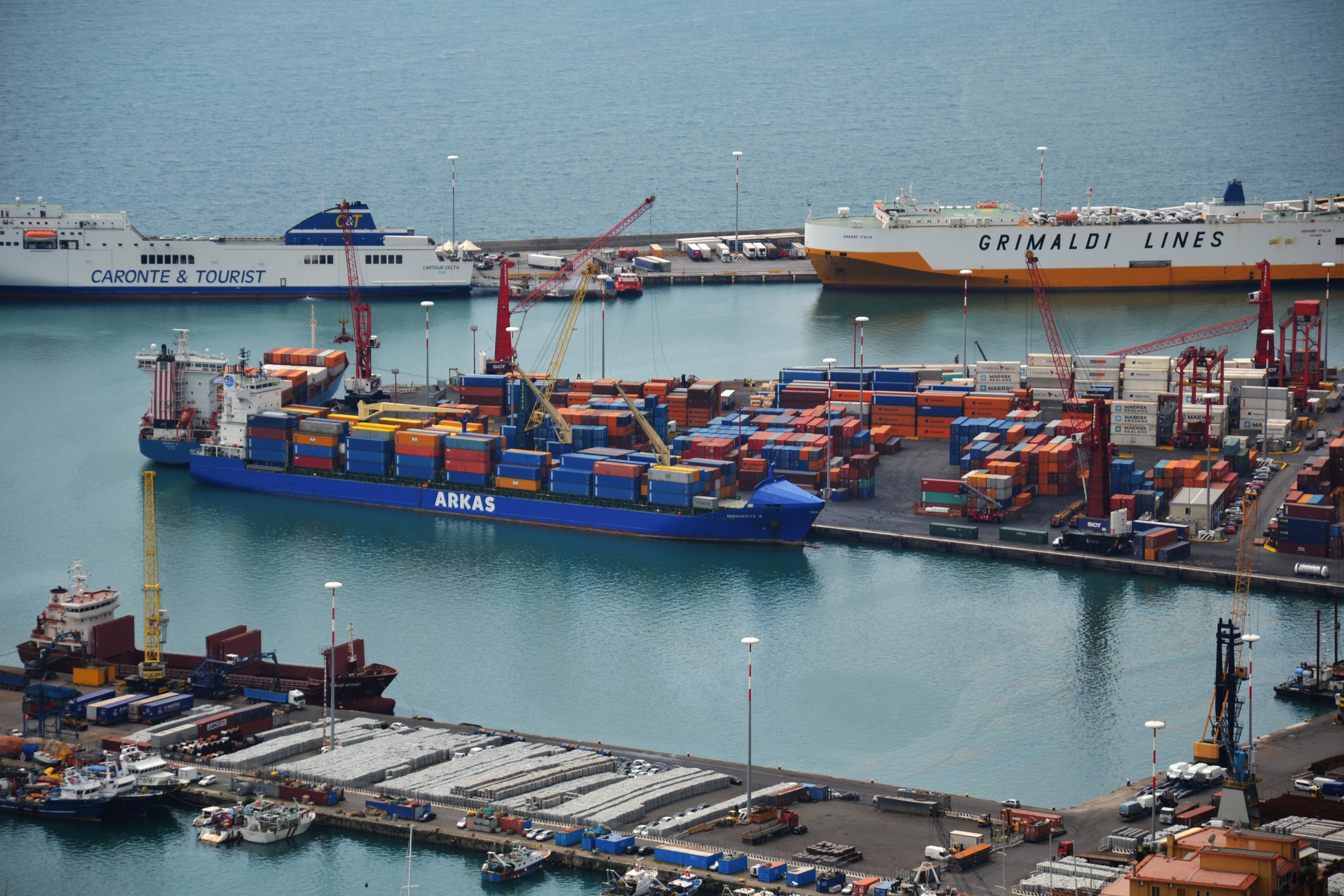
Il porto di Salerno

- Superficie complessiva: 1.700.000 m², di cui 500.000 m² aree a terra
- Cubatura magazzini: 90.500 m³
- Banchine: 9, lunghezza fronte banchine 2.950 m
- Posti d'ormeggio: 16 su 5 moli
- Superficie complessiva dei piazzali: 500.000 m²
- Superficie dei piazzali per stoccaggio merci: 400.000 m²
- Superficie aree coperte magazzini: 22.000 m²

### I moli
| Molo           | Superficie banchina (m²) | Superficie piazzali stoccaggio (m²) | Lunghezza ormeggi (m) | Posti d'ormeggio |
| -------------- | ------------------------ | ----------------------------------- | --------------------- | ---------------- |
| Molo Ponente   | 58.000                   | 31.000                              | 563                   | 22-24            |
| Banchina Rossa | 51.000                   | 37.000                              | 226                   | 20-21            |
| Molo Trapezio  | 187.000                  | 133.000                             | 890                   | 13-19            |
| Banchina Ligea | 54.000                   | 34.000                              | 250                   | 11-12            |
| Molo 3 gennaio | 39.000                   | 13.000                              | 446                   | 7-10             |

Il porto è protetto ad Est dal Molo Foraneo lungo 350 metri, a Sud dal Molo di Levante lungo 1.550 metri e a Sud-Ovest dal Molo di Ponente lungo 1.180 metri. L’area commerciale dello scalo, si estende dal confine del Comune costiero di Vietri sul Mare fino alla radice del Molo 3 Gennaio. Lo scalo si compone dei seguenti varchi: Varco Ponente, sito all’ingresso del Molo di Ponente; il Varco Trapezio, sito tra il Molo Trapezio e la Banchina Ligea; il Varco Guaimario, sito tra l’ingresso del Molo 3 Gennaio e la Darsena Vecchio Porto e il varco stradale d’accesso al Molo Manfredi, sito al termine dell’omonima strada. 
Il Molo Manfredi è adibito all'attività crocieristica, turistica e diportistica. Al molo attraccano, oltre alle grandi navi da crociera, anche i traghetti e gli aliscafi che collegano il centro città, con le vicine province salernitane della Costiera Amalfitana (raggiungendo i porti di: Cetara, Maiori, Minori, la repubblica marinara di Amalfi, Positano e prossimamente, non appena saranno conclusi i lavori della realizzazione del punto di approdo, anche Vietri sul Mare ) e della Costiera Cilentana (raggiungendo i porti di: Agropoli, San Marco di Castellabate, Acciaroli, Casal Velino, Pisciotta, Palinuro e Marina di Camerota). Inoltre, dalla città di Salerno, è possibile raggiungere anche l’arcipelago siciliano delle Isole Eolie, in provincia di Messina (raggiungendo i porti di: Stromboli, Panarea, Salina, Vulcano e Lipari), e le isole di Capri e Ischia, in provincia di Napoli.

### Il Piano Regolatore Generale

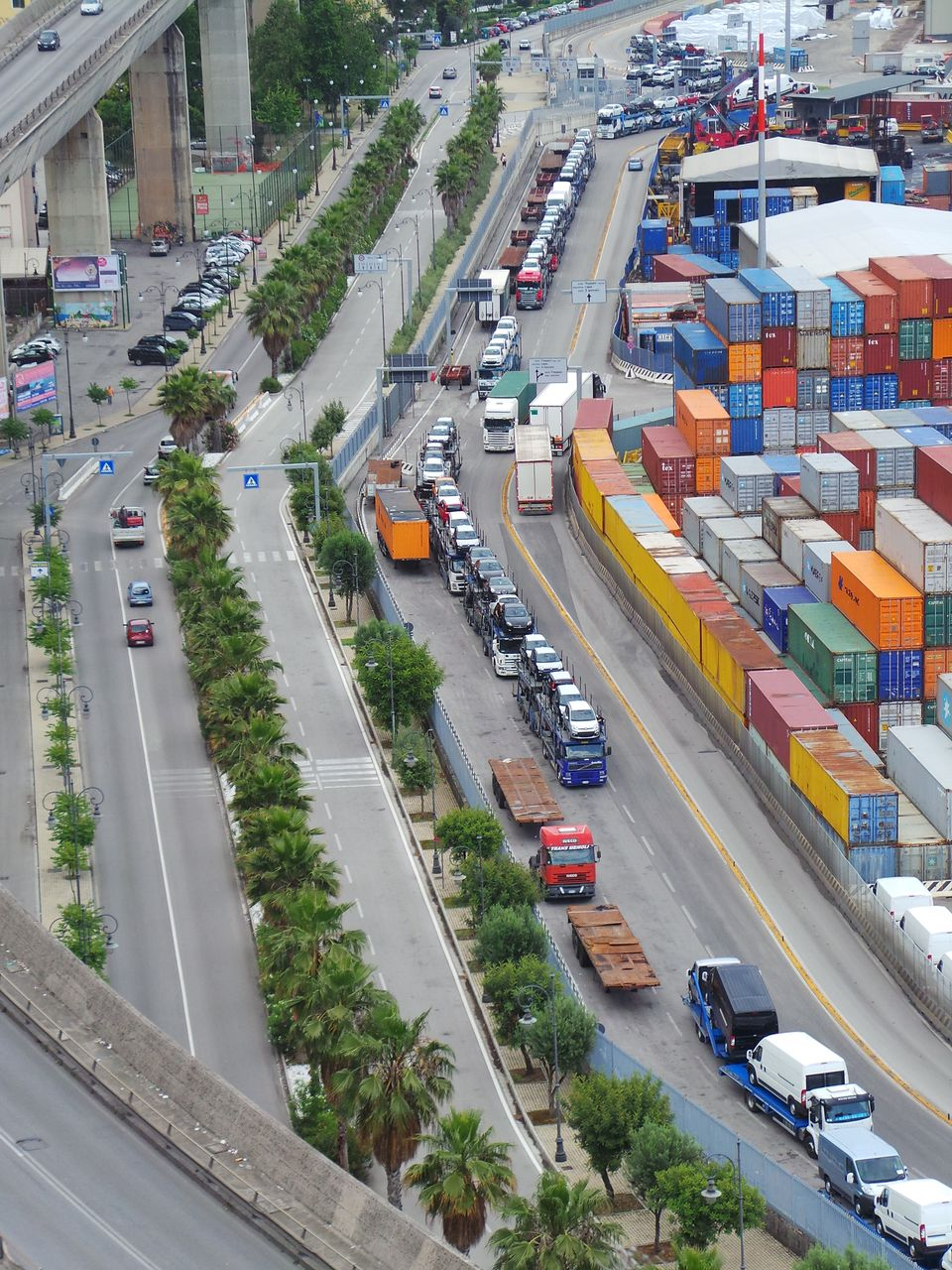
La nuova viabilità

Il porto di Salerno possiede un Piano Regolatore Generale approvato dal Genio Civile e con decreto interministeriale nel 1974. Nel 2010 è stato invece approvato dal consiglio superiore dei lavori pubblici il progetto finalizzato all'adeguamento tecnico-funzionale dello scalo salernitano allo standard delle navi di nuova generazione, che richiedono pescaggi superiori ai 14 m di profondità.
Il piano prevede:
- L'allargamento dell'imboccatura portuale;
- L'approfondimento dei fondali;
- Il prolungamento del molo Manfredi e del Molo Trapezio.

Nel settembre del 2011 sono stati finanziati dall'Unione europea 73 milioni di euro per l'adeguamento alle nuove esigenze del traffico commerciale e crocieristico nell'ambito dei "Grandi Progetti" finanziati con fondi POR Campania FESR 2007 - 2013. Il Grande Progetto "Logistica e Porti. Sistema Integrato portuale di Salerno" prevede la realizzazione dell'escavo dei fondali portuali (fino ad una profondità di -17 m), il consolidamento del Molo Trapezio e la modifica dell'imboccatura portuale.
Altri interventi facente parte del PRG sono la realizzazione di nuove briccole al Molo Ponente, la realizzazione della nuova sede dell'Autorità Portuale, la realizzazione del progetto denominato Porta Ovest e la sistemazione della viabilità con un viale alberato.
A partire dal 2013 l'Autorità Portuale ha iniziato ad elaborare un nuovo PRP (Piano Regolatore Portuale) poiché, nonostante i lavori programmati nell'ambito del Grande Progetto, tutti gli interventi previsti (e già in parte conclusi), non sono sufficienti a garantire la completa ed ottimale utilizzazione del porto. 
Nell'ambito del piano sono previste diverse opere: 
- Ulteriore ampliamento del molo Manfredi di circa 220 m fino all'incrocio con la diga foranea che sarà a sua volta ampliata ed utilizzata come molo d'approdo per le navi da crociera. Concluso questo intervento il molo Manfredi sarà lungo più di 900 metri e questo permetterà l'attracco di 2 navi da crociera di grandi dimensioni e di una di piccole dimensioni;
- Allungamento del molo Ponente per ulteriori 300 m, realizzazione di una darsena per imbarcazioni portuali e torre piloti;
- Ampliamento del molo Trapezio per ulteriori 75 m;
- Riconfigurazione del bacino del vecchio Porto, con interventi di riqualificazione ed adeguamento, che prevederanno minimi aumenti di superficie calpestabile;
- Configurazione del nuovo porto di Santa Teresa in seguito agli interventi da eseguirsi presso il molo Manfredi;
- Ampliamento del molo 3 gennaio;
Il piano è stato discusso ed approvato dal comitato portuale il 12 maggio 2016.

## Infrastrutture collegate
Tra il 1925 e il 2006 il porto ha goduto di un accesso diretto alla rete ferroviaria, tramite una linea di raccordo che lo collegava alla 
ferrovia Tirrenica Meridionale nei pressi della stazione centrale di Salerno.
Tale infrastruttura attraversava l'area pedonale del lungomare cittadino e le strade adiacenti, cosa che ne rendeva problematica la gestione sia dal punto di vista logistico che della sicurezza.
Date le prestazioni ridotte, il progressivo inasprirsi dei disagi causati alla cittadinanza e, in ultimo, il verificarsi di un grave incidente, l'infrastruttura è stata dismessa e successivamente smantellata. Al 2024 ne rimangono poche tracce visibili.
Attualmente il porto è dotato di multipli accessi alla viabilità locale della città di Salerno (via Ligea e via Porto). In prossimità del varco a nord è attestato un viadotto (ex-SS 18 racc/bis) che offre un collegamento diretto alla SR 18 "Tirrena Inferiore" e alla rete autostradale, in particolare  alle autostrade A2 del Mediterraneo e A3 Napoli - Salerno.
Nel 2011 è stato presentato il progetto "Salerno Porta Ovest", che prevede la realizzazione di una viabilità di nuova generazione tra il porto e le autostrade.
Iniziati ufficialmente nel 2012,
al 2024 i lavori sono ancora in corso d'opera.

## Volume di traffico
Nel 2019 il porto di Salerno ha movimentato 14.326.847 milioni di tonnellate di merci, con un -4% rispetto all'anno precedente. Il traffico è per lo più ripartito tra containers/TEU (413.227) e RO-RO (241.070). Le prime coprono principalmente un traffico su lunghe tratte, in particolare da e per l'Australia, la Nuova Zelanda, l'Estremo Oriente, il Nord Europa, il Centro, Nord e Sud America e l'Africa occidentale.
Le RO-RO invece coprono tratte medio-brevi e si collocano nel circuito noto come "Autostrade del mare": le rotte principali sono da e per Malta, Tunisi, Cagliari, Palermo, Messina, Augusta e Valencia.
I passeggeri transitati nel 2018 sono stati 261468 di cui 72.889 croceristi.
Nel triennio 2009-2015 il porto ha visto crescere i quantitativi di merce movimentata del 32,4%, i passeggeri del 22,1% e i croceristi del 434,6%.
In giugno 2013 il gruppo Ignazio Messina & C. annuncia il trasferimento delle sue attività dal porto di Napoli a quello di Salerno a causa di carenze infrastrutturali del primo, in cui ha lavorato per circa novant'anni. Il 17 luglio 2013 la compagnia approda per la prima volta nello scalo salernitano con la nave di recente costruzione "Jolly Quarzo". Il porto di Salerno, in questo modo, ha visto incrementare, con 150 scali annui, di 50 000 teu la propria. Lo stesso poi ritornerà a Napoli nel 2018 in seguito all'acquisizione da parte di MSC.
In giugno 2013 è stato firmato un accordo con la compagnia tedesca Hapag-Lloyd per il lancio di due nuovi servizi settimanali full container che collegheranno lo scalo salernitano con diversi porti degli Stati Uniti d'America, del Messico, della Tunisia e dell'Egitto incrementando, con ulteriori 100 approdi annuali, di 25 000 teu la movimentazione di merci.

### Autostrade del mare

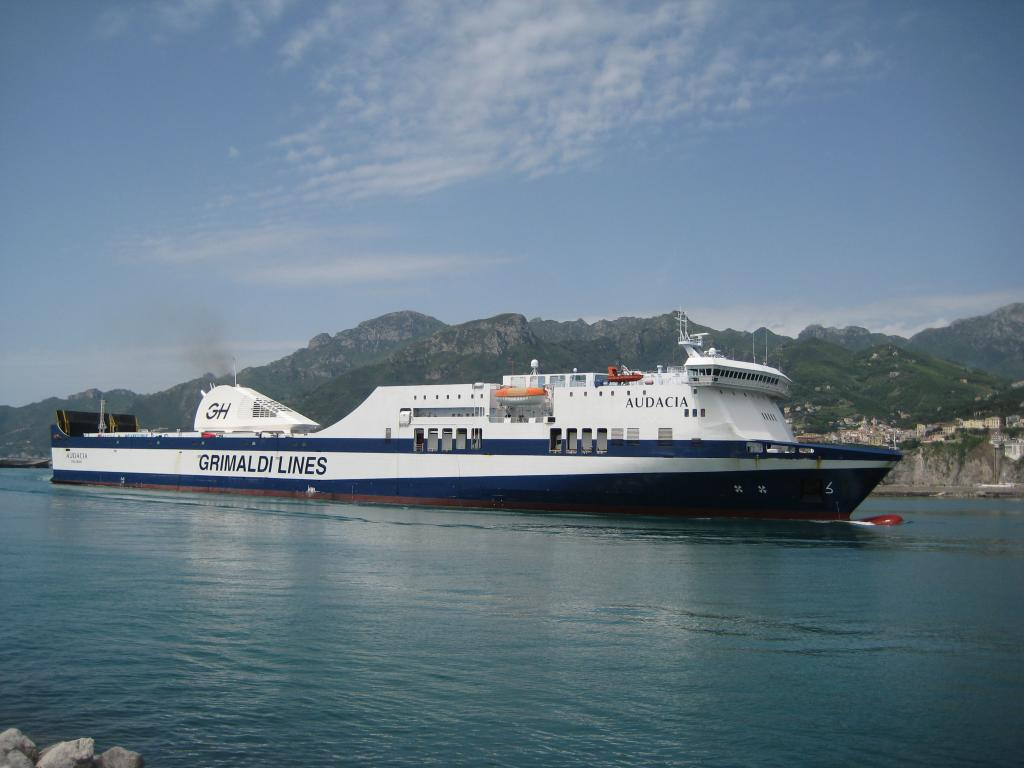
Una nave Grimaldi Lines all'ingresso del porto

Dal 2001 il porto salernitano fa parte del circuito denominato "Autostrade del Mare".
| Anno | Passeggeri | Unità RO-RO |
| ---- | ---------- | ----------- |
| 2001 | 18.317     | 13.630      |
| 2002 | 85.455     | 58.765      |
| 2003 | 102.673    | 72.408      |
| 2004 | 188.065    | 133.789     |
| 2005 | 139.100    | 88.391      |
| 2006 | 205.979    | 113.401     |
| 2007 | 305.702    | 174.920     |
| 2008 | 297.881    | 165.340     |
| 2009 | 248.110    | 153.766     |
| 2010 | 244.935    | 172.039     |
| 2011 | 267.205    | 194.734     |
| 2012 | 247.413    | 192.047     |
| 2013 | 203.899    | 192.419     |
| 2014 | 204.834    | 202.490     |
| 2015 | 132.807    | 204.260     |
| 2016 | 109.164    | 201.228     |
| 2017 | 122.369    | 240.268     |
| 2018 | 188.579    | 233.551     |

### Vie del Mare

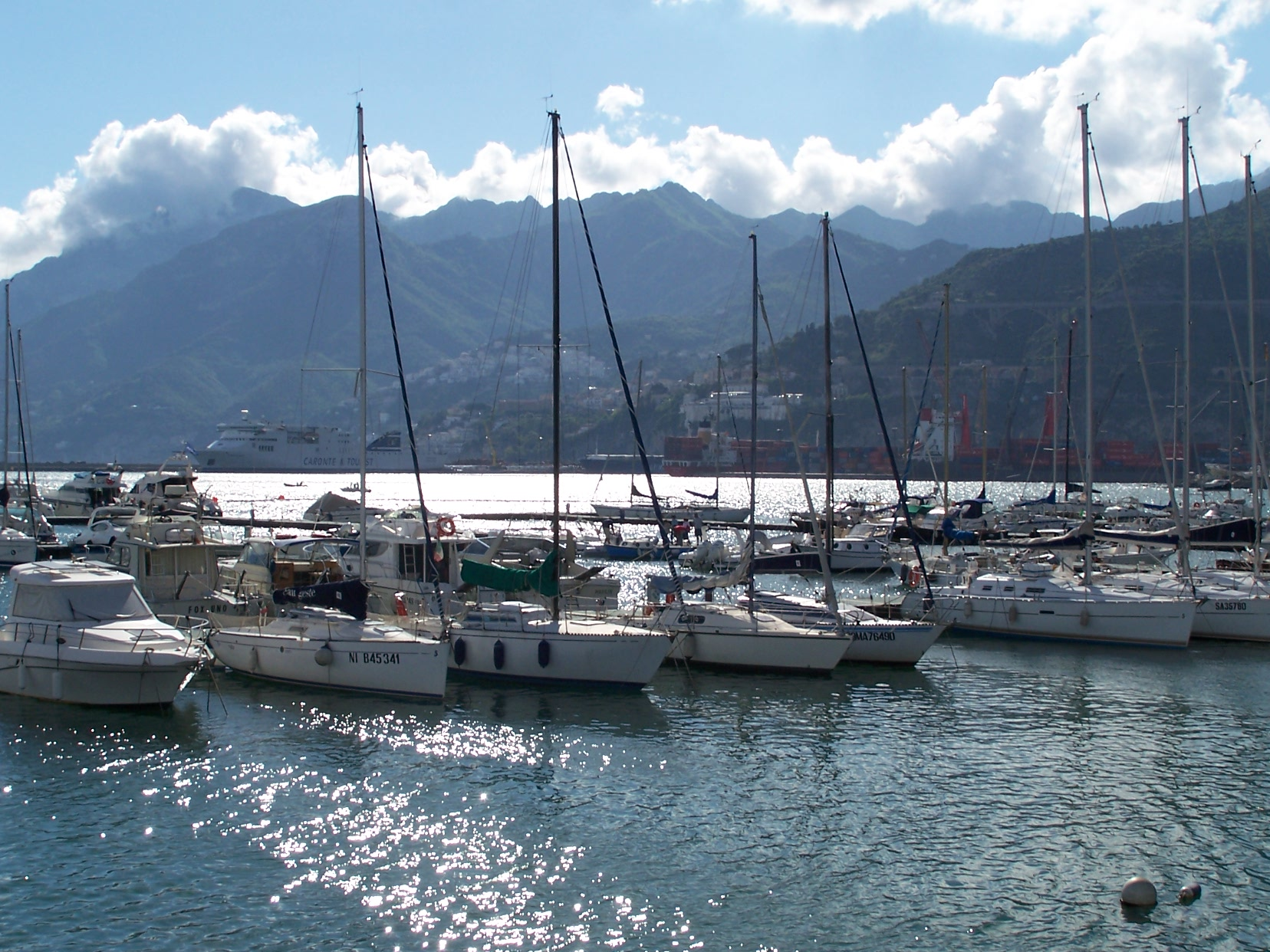
Nautica da diporto al Molo Manfredi

Salerno, inoltre, è capolinea della rete dei collegamenti marittimi tra le mete turistiche della Costiera Amalfitana e della Costiera Cilentana e il progetto "Vie del Mare" svolge una funzione di rilevante importanza per il turismo regionale.
| Anno | Passeggeri |
| ---- | ---------- |
| 2007 | 193.417    |
| 2008 | 229.159    |
| 2009 | 279.219    |
| 2010 | 282.011    |
| 2011 | 273.499    |
| 2012 | 257.396    |
| 2013 | 275.357    |
| 2014 | 326.998    |
| 2015 | 364.916    |
| 2016 | 439.580    |
| 2017 | 558.303    |
| 2018 | 582.452    |
| 2019 | 684.567    |
| 2020 | 244.995    |
| 2021 | 337.135    |
| 2022 | 808.978    |
| 2023 | 987.473    |

## Compagnie di navigazione

### Merci
Per quanto riguarda le merci a Salerno scalano diverse compagnie:
- MSC Cargo
- Maersk Line
- Hapag-Lloyd
- Hamburg Süd
- CMA CGM
- Arkas Line
- Turkon Line
- Tarros Sud

### Traghetti passeggeri
Le compagnie operanti viaggi con traghetti passeggeri da e per Salerno sono:
- Caronte & Tourist: Messina
- Grimaldi Lines: Palermo, La Goulette/Tunisi (Tunisia)

## Polo crocieristico

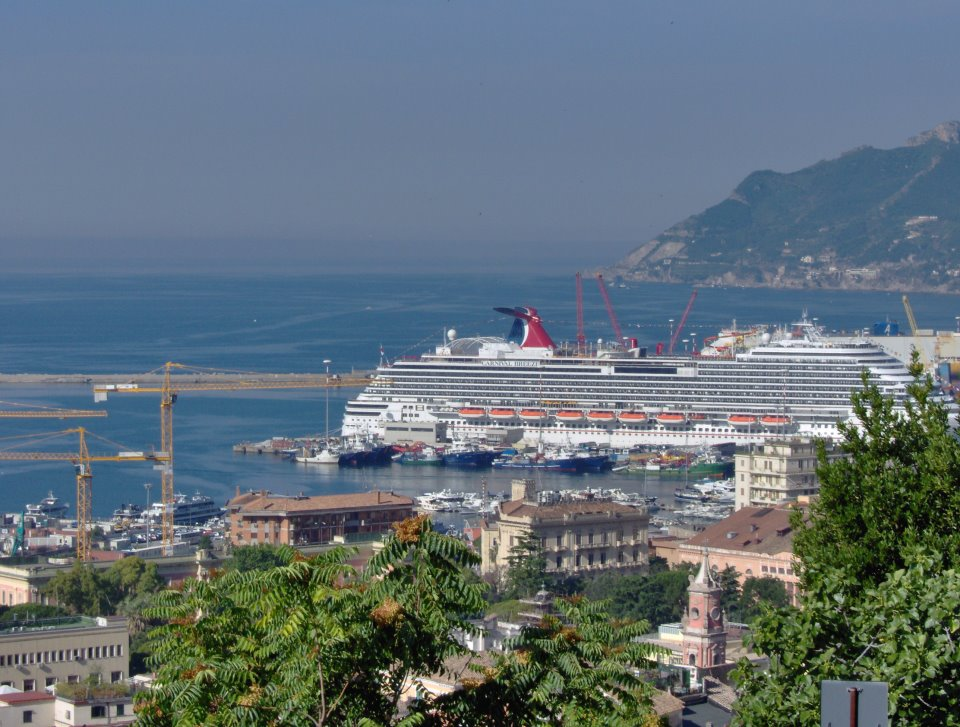
Nave da crociera "Carnival Breeze" al porto di Salerno

Nell'ultimo decennio il porto di Salerno ha iniziato a diversificare le sue attività con lo sviluppo del turismo crocieristico. Il traffico dei passeggeri è aumentato progressivamente nel corso degli anni, così come il numero delle compagnie di navi da crociera che vi effettuano scali. 
| Anno | Passeggeri |
| ---- | ---------- |
| 2007 | 18.634     |
| 2008 | 32.548     |
| 2009 | 37.600     |
| 2010 | 98.815     |
| 2011 | 99.274     |
| 2012 | 113.268    |
| 2013 | 121.919    |
| 2014 | 143.346    |
| 2015 | 189.545    |
| 2016 | 111.395    |
| 2017 | 65.615     |
| 2018 | 72.889     |
| 2019 | 97.383     |
| 2020 | 0          |
| 2021 | 11.614     |
| 2022 | 63.034     |
| 2023 | 94.338     |

Diverse sono le compagnie crocieristiche che effettuano scali al porto di Salerno:
- MSC Crociere
- Costa Crociere
- Royal Caribbean International
- Norwegian Cruise Line
- Disney Cruise Line
- Celebrity Cruises
- Princess Cruises
- Oceania Cruises
- Regent Seven Seas Cruises
- Silversea Cruises
- Pullmantur Cruceros
- Cunard Line
- P&O Cruises
- Saga Cruises
- Fred. Olsen Cruise Lines
- TUI Cruises
- Phoenix Reisen
- AIDA Cruises
- Compagnie du Ponant
- CroisiEurope
- Club Med Cruises

### La Stazione Marittima

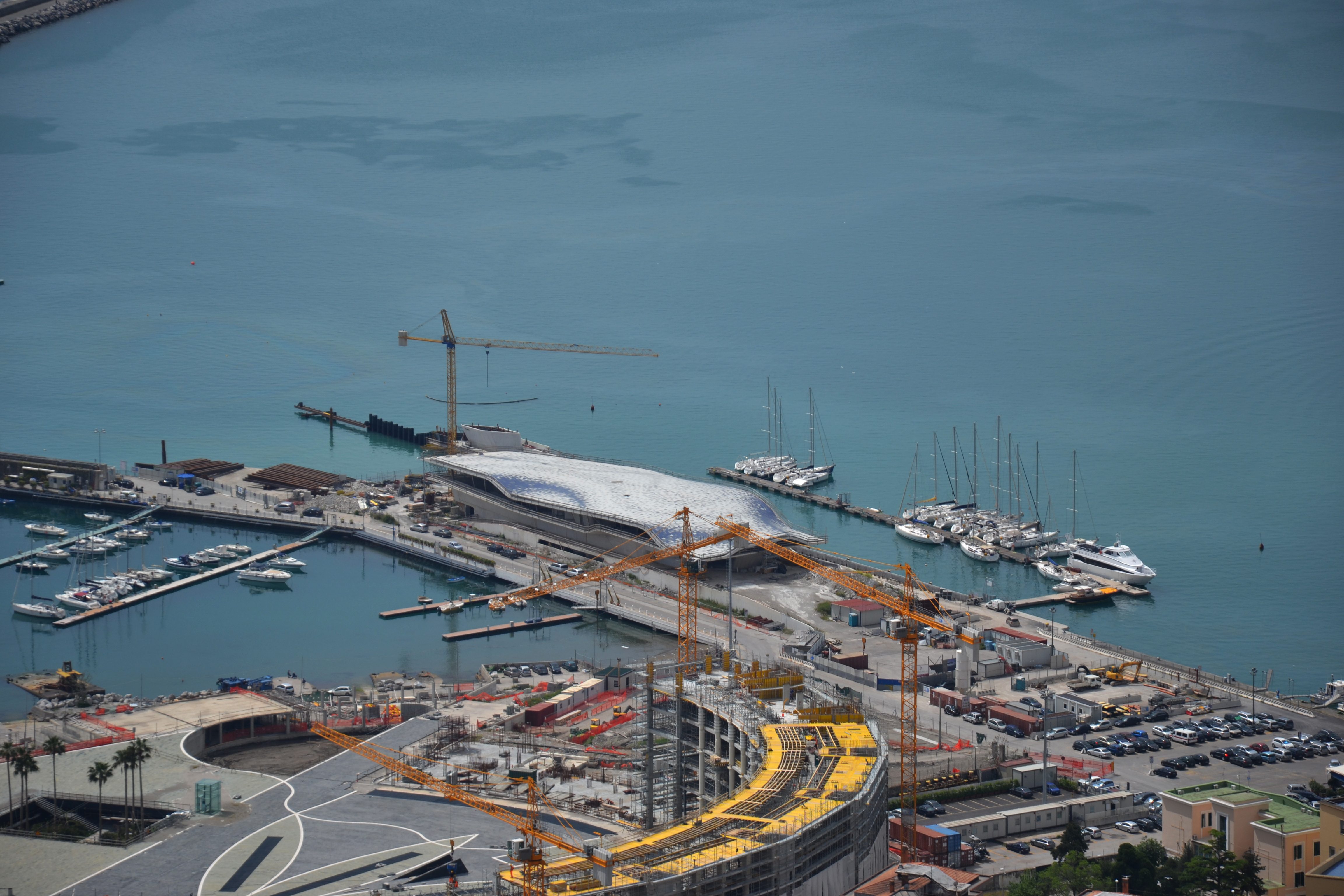
La stazione marittima di Salerno vista dal castello Arechi

Il nuovo Terminal Passeggeri, con la stazione marittima progettata dall’archistar Zaha Hadid, è il punto di imbarco per il traffico crocieristico dello scalo salernitano, ubicato sul Molo Manfredi, a pochi passi dal centro città, in un comprensorio turistico di altissimo valore paesaggistico, storico, culturale e archeologico.

### Istituzioni
Le Pubbliche amministrazioni coinvolte nella gestione e nel controllo delle attività portuali sono le seguenti: 
- Guardia Costiera - Capitaneria di Porto di Salerno - Molo Manfredi
- Guardia di Finanza - Sezione Operativa Navale Salerno - Molo Manfredi
- Polizia di Stato - Polizia di Frontiera Salerno - Varco Trapezio
- Carabinieri - Nucleo Operativo CITES Salerno - Varco Guaimario (varco chiuso)
- Agenzie delle Dogane e dei Monopoli - Ufficio delle Dogane di Salerno - Varco Ponente
- Ministero della Salute - Ufficio di Sanità Marittima di Salerno - Molo Manfredi
- Ministero della Salute - Ufficio Veterinario di Porto di Salerno - Molo Roberto il Guiscardo
- Ministero delle Politiche Agricole Alimentari e Forestali - AGECONTROL Sede Operativa di Salerno - Via S.Leonardo
- Regione Campania - Servizio Ispettivo Fitosanitario di Salerno - Via Porto

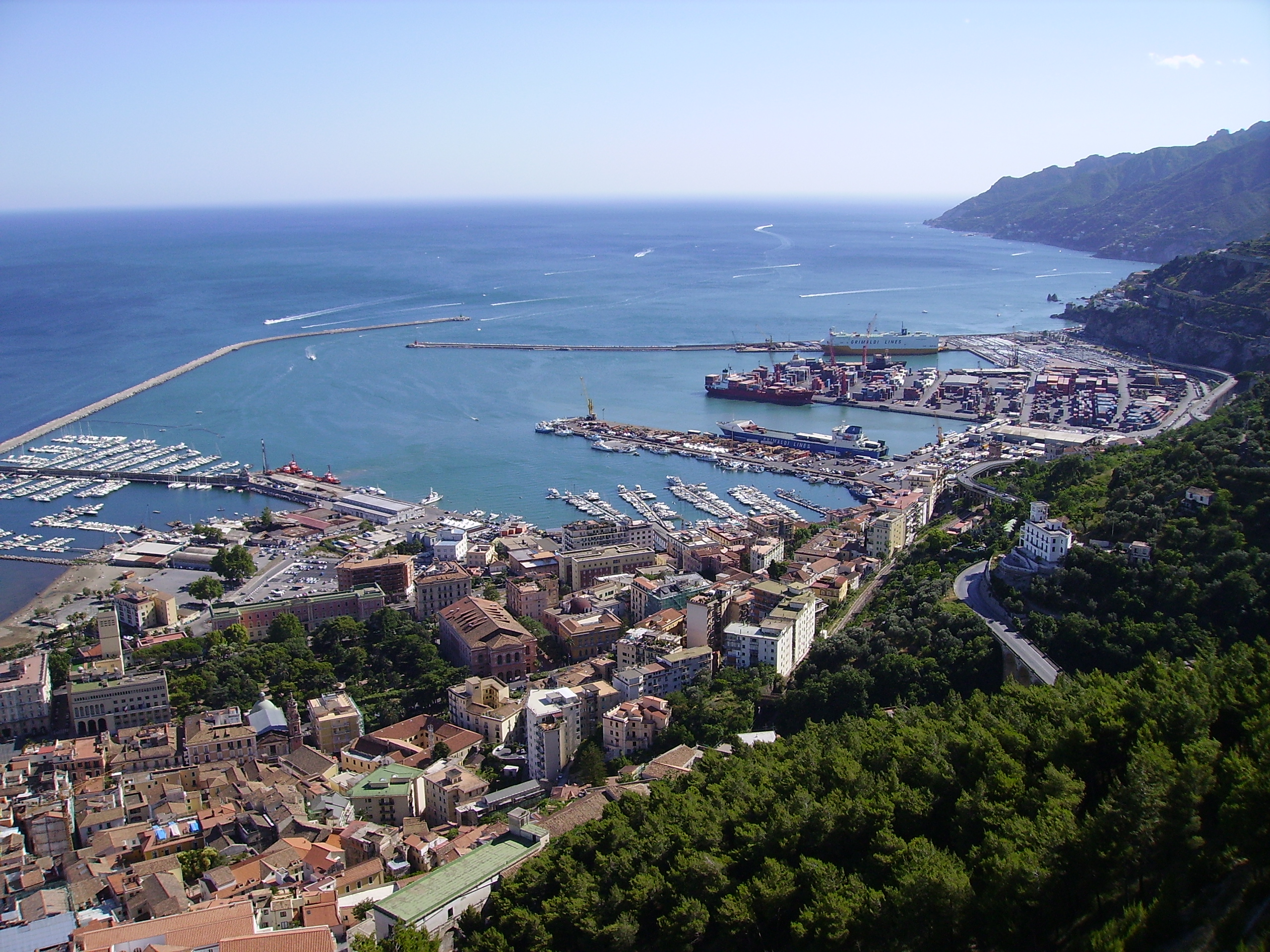
Il porto di Salerno visto dal Castello di Arechi alla fine del Novecento